# Balaam-Meister

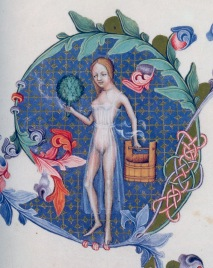
Balaam-Meister: Miniatur aus der Wenzelsbibel um 1400

Als Balaam-Meister oder Meister des Bileam wird einer der Buchmaler bezeichnet, die um 1400 die Wenzelsbibel ausgemalt haben. Der auch Meister der Balaam-Erzählung der Wenzelsbibel genannte Künstler ist namentlich nicht bekannt. Er erhielt seinen Notnamen nach den von ihm geschaffenen Miniaturen, die den Bileam aus dem Buch Numeri darstellen. Die Bücher Deuteronomium und Josua in der Wenzelsbibel sind ebenfalls von ihm illuminiert. Insgesamt malte er vermutlich mehr als 125 Seiten aus.
Wahrscheinlich war der Baalam-Meister ein südostdeutscher Buchmaler und zeigt Betonung von skulpturartigen Großfiguren und Anlehnung an einen traditionellen Stil, wie er z. B. auch bei Konrad von Wittingau zu finden ist. Die Miniaturen des Meisters setzten sich durch ihre hellere Farbengebung von anderen, in jüngerer Maltechnik geschaffenen Bildern anderer Maler der Wenzelsbibel ab. Die Ausführung seiner Arbeit variiert in ihrer Qualität.
Wie alle in der sog. Wenzelswerkstatt tätigen Künstler folgte der Baalam-Meister den auf den Seiten teilweise noch zu findenden Anweisungen, welche und wie eine Szene bildlich zu gestalten ist. Dies deutete auf seine Arbeit unter einer Werkstattleitung hin, die die Gesamtausgabe der Wenzelsbibel koordinierte.